# Jan Husák
Jan Husák (* 13. září 1958, Brno) je český politik, v letech 2009 až 2013 poslanec Poslanecké sněmovny, zpočátku za KDU-ČSL, pak za TOP 09.

## Profesní a osobní život
Vystudoval Střední průmyslovou školu strojnickou v Brně (maturita 1977), poté do roku 1996 pracoval v První brněnské strojírně (od 90. let ABB PBS) ve funkcích konstruktér, ekonom, vedoucí koordinátor dodávek investičních celků, personální specialista pro mzdové systémy. V letech 1996 a 1997 byl ředitelem společnosti, která se specializovala na inženýrskou činnost. V období let 1997–2006 pracoval jako podnikatel v oblasti služeb a poradenství v oboru inženýrských činností.
V letech 1991–1992 dálkově studoval v Praze teologickou fakultu Univerzity Karlovy s pedagogickým zaměřením. Studia nedokončil.
Je ženatý, má dvě dcery a syna.

## Politická kariéra
V komunálních volbách roku 1994, komunálních volbách roku 1998, komunálních volbách roku 2002 a komunálních volbách roku 2006 byl zvolen do zastupitelstva jihomoravské obce Těšany za KDU-ČSL. Profesně se k roku 1998 uvádí jako OSVČ v oboru organizačního a ekonomického poradenství, v roce 2002 a 2006 coby starosta obce. V komunálních volbách roku 2010 kandidoval neúspěšně do tamního zastupitelstva za TOP 09. Od roku 1998 byl starostou Těšan. V této funkci působil do 1. dubna 2009, post vykonával jako uvolněný, kromě let 2006–2007, kdy působil na ministerstvu školství (ředitel odboru Tělovýchovy a sportu na tomto ministerstvu).
V krajských volbách roku 2004 byl zvolen do Zastupitelstva Jihomoravského kraje za KDU-ČSL. Krajským zastupitelem Jihomoravského kraje byl do roku 2008.
V březnu 2009 se stal náměstkem ministra průmyslu a obchodu. Ale tuto funkci opustil 30. dubna 2009, neboť se stal poslancem Parlamentu České republiky, kdy od 30. dubna 2009 nahradil Milana Šimonovského. Ve sněmovně působil jako místopředseda hospodářského výboru. Do 9. října 2009 byl členem poslaneckého klubu KDU-ČSL. Pak působil jako nezařazený poslanec. Jan Husák byl členem KDU-ČSL od roku 1989 do 7. června 2009, poté byl poslancem za TOP 09, do které si podal přihlášku 11. června 2009. Dne 21. listopadu 2009 byl Jan Husák zvolen místopředsedou krajské organizace TOP 09 v Jihomoravském kraji.
Ve volbách v roce 2010 byl zvolen do poslanecké sněmovny za TOP 09 (volební obvod Jihomoravský kraj). Byl místopředsedou hospodářského výboru a do prosince 2011 i členem organizačního výboru sněmovny. Zastával funkci místopředsedy poslaneckého klubu TOP 09.